# Стів Пірс
Стеван Едвард «Стів» Пірс (англ. Stevan Edward «Steve» Pearce; нар. 24 серпня 1947, Ламеса, Техас) — американський політик-республіканець, член Палати представників США від 2-го округу штату Нью-Мексико з 2003 по 2009 і з 2010.
Він навчався в Університеті штату Нью-Мексико і Університеті Східного Нью-Мексико (1991). З 1970 по 1976 Пірс служив пілотом у ВПС США, брав участь у В'єтнамській війні. Він брав активну участь разом із своєю дружиною Синтією у нафтовій промисловості. Член Палати представників Нью-Мексико з 1997 по 2000. У 2008 році невдало балотувався до Сенату США.